# Piramisjáték

A fenntarthatatlan piramisjáték. Ha a játékban mindenki hat embernek küld levelet, a 13. emeletnél a bevonható emberek száma több, mint a Föld népessége.

A piramisjáték, vagy más néven pilótajáték olyan nem fenntartható hierarchikus pénzügyi hálózat, amelybe az újonnan belépett emberek belépési díját a korábbi tagok, a „piramisban” felette elhelyezkedő személyek kapják meg. A piramisjátékban ez termékek értékesítésével történik, a pilótajátékban nem kell senkinek semmit értékesíteni, viszont te kapsz fizetséget egy csatlakozási díj ellenében. Ekkor természetesen a cég semmilyen profitot nem termel, a fizetést a csatlakozási díjak exponenciális növekedéséből fedezik. A piramisjáték szervezése Magyarországon bűntett a Btk. 412. §-a szerint.  Ezzel szemben az MLM – amely erre az ötletre épül – már lehet legális üzletág, ha betartanak bizonyos üzleti szabályokat, ugyanakkor itt is gyakori a gyors, de lehetetlen meggazdagodás ígérete és a rendszer csődje.

## Alapelvei
Alapesete az a Magyarországon a rendszerváltáskor megjelent és elhíresült lánclevél, amely szerint fizess a pilótának x forintot, és küldj levelet 5 embernek, hogy annak küldjön x forintot, aki neked küldte a levelet, és küldjön 5 embernek levelet, hogy neked küldjön x forintot (ez esetben te vagy a pilóta). Gyors számolással kiderül, hogy így az aktuális pilóta x befektetéssel (25–1)x profithoz jut.
A csapda: a szükséges tagok száma meredeken (exponenciálisan) növekszik:
- 1. szint (pilóta): 1 fő
- 2. szint: 5 fő
- 3. szint: 25 fő (itt söpri be az elindító a hasznot)
- 4. szint: 125 fő
- 5. szint: 625 fő
- 6. szint: 3125 fő
- 7. szint: 15 625 fő
- 8. szint: 78 125 fő
- 9. szint: 390 625 fő
- 10. szint: 1 953 125 fő

Az exponenciális növekedés miatt gyorsan elfogynak a potenciális „játékosok”.
Piramisjátéknál ugyanez az elv érvényesül termékértékesítés formájában (add el a terméket öt embernek és részesülsz a haszonból), az eredmény is ugyanaz az elfogyó vevők miatt.

## Jellemzői
- Magas összegű csatlakozási díj.

Általában nem vagy egyértelműen nem akkora ellenértéket kap a jelölt, mint a belépési díj, pl. klubtagság, információs csomag.
- Nincs „használható” termék.

Lényegében nem történik valós gazdasági tevékenység. A hálózat célja nem a termék értékesítése és forgalom létrehozása (ha mégis, akkor az a látszat fenntartását szolgálja). Éppen ezért:
- A hangsúly az új emberek beléptetésén van.

Az új belépők belépési díja „tartja el” a hálózatot.
- Előfordul, hogy cég nem is létezik.

A pénzt az újonnan beléptetett emberek közvetlenül a felettük elhelyezkedőknek küldik.
Az elmúlt 10 évben a jogi szabályzás kijátszása érdekében új módszerek láttak napvilágot ún. „bújtatott pilótajátékok”:
- Csatlakozási díj nélkül ugyan, de egy értékében/használhatóságában aránytalan termék megvásárlása a kezdés feltétele

pl. egy video-telefon, amikor mindenkinek ingyen lehet mondjuk Skype-ja helyette, a termék túlárazása fedezi a „pilóta-díjat”.
- Van használható termék, de az piaci tömegtermék „olcsóbban”.

Ilyen az arany, autó, gyémánt stb. mindenki tisztában van az értékével, és ha a fenti modell alapján 6-an vagy 14-en dobják össze a teljes árat, a „pilóta” ennek fényében a valós ár töredékéért jut hozzá a termékhez, a többiek veszítenek rajta.

### Az MLM, a piramisjáték és a pilótajáték lényegi különbségei
Bár a három rendszer hasonló, vannak lényeges különbségek:
Az MLM-ben van valós termék, a hálózatba befolyt pénz mindig a termékek megvásárlásából keletkezik. Az újonnan beregisztrált tagok után semmilyen bónusz nem kerül kifizetésre. A termékek nélkül az MLM működésképtelenné válik, mivel megszűnik a forgalom (megj.: a jog jelenleg megengedi, hogy olyan hálózatok is működjenek, amelyek „fejnehezek”, vagyis annak ellenére, hogy termékre épülnek, az elején egy magasabb pénzösszeg fedezi a már bentlévő tagok kompenzálását, sok bi/tri/...náris rendszer ilyen).
A piramisjátékban szintén van termék, ezért is annyira megtévesztő. Viszont ezek a termékek vagy teljesen haszontalanok a vásárlók számára (rendszerint valami áltermékek: pl a valóságban nincs mögötte szolgáltatás) vagy valaki csak akkor juthat hozzá a termékhez vagy jutalékhoz, hogyha beszervez egy bizonyos számú új tagot. Ez utóbbi esetben az új tagok által befizetett díjak bőségesen fedezik a fenti tagnak adott termék értékét vagy jutalékát. A piramisjáték akkor is működőképes, hogyha kiveszik belőle a terméket.
Itt a hangsúly nem a termékek forgalmazásán van, hanem az új tagok beszervezésén, akik szintén újabb tagokat hoznak a hálózatba akár tényleges termék értékesítés nélkül is.
A pilótajátékban nincs termék. Ott a tagok befizetnek egy bizonyos összeget, majd ha beszerveznek újabb tagokat, akkor abból a pénzből ők is részesednek. Itt teljesen világos, hogy csakis az új tagok beszervezésére épül a hálózat.

## Egy szemléltető történet
A legjobb példa erre az orosz biciklikereskedő  története. Még amikor bejött a bicikli, egy orosz faluban nyitott a kereskedő egy boltot. Itt – mondjuk – 10 peták volt az ára. Ám már 8 petákért is lehetett kerékpárt venni, ha újabb 5 petákért vettek 5 jegyet is, amelyeket oda lehet adni valakinek, és ha az vesz rajta biciklit, az illető visszakapja az 5 petákját. Persze a jegyesek is kérhetik a 8 peták + 5 jegyes akciót, és alkalomadtán nekik is visszajár az 5 peták.
Ez az első vásárlónak megéri, a következő 5-nek is, még a következő 25-nek is talán, de a következő 625 kinek fogja eladni a jegyét, ha már mindenkinek van biciklije? A jegy bizony rajtuk fog maradni, és a 10 petákos biciklit 13 petákért vették meg.

## Kriptovaluta
Kriptovaluta népszerűségét kihasználva is szerveztek már piramisjátékokat, egy emiatt lebukott csaló 5 millió dollár értékben károsított meg ügyfeleket 2017 és 2019 között, de más szervezetek is ígértek a befektetett kriptopénzre jelentős hasznot, amely mögött nem volt fedezet. Ezen szervezetek természetesen semmilyen pénzügyi tevékenységre feljogosító engedéllyel sem rendelkeztek. A hatóságok fel is hívták a figyelmet a kriptovaluta után érdeklődőknek, hogy körültekintően járjanak el, ha digitális pénz szerzésére vállalkoznának.

## Pilótajáték Magyarországon
1988 januárjában az alábbi szabályrendszerrel játszottak pilótajátékot Magyarországon:
1. Egy „repülőgép” nyolc utasból, négy stewardból, két másodpilótából és egy pilótából áll.
2. Mindenki egy szinttel feljebb lép, ha a legalul lévők még két-két személyt szerveznek be a játékba.
3. A gép osztódással szaporodik: szintváltáskor a pilóta „elszáll”, és a két másodpilóta két önálló gép élére áll.
4. Aki utasként belép, „jegyet vált”: 15 000 Ft-ot fizet a pilóta kezeihez... és ettől a pillanattól kezdve nincs nyugodt pillanata, míg ő maga is el nem „száll” 120 000 Ft-tal a zsebében